# Espalion
Espalion is een gemeente in het Franse departement Aveyron in de regio Occitanie en maakt deel uit van het arrondissement Rodez. De gemeente telde 4.607 inwoners op 1 januari 2022.

## Geschiedenis
De plaats is ontstaan rond een feodaal kasteel en een 10e-eeuwse stenen brug over de Lot. Van rond het jaar 1000 tot 1299 was de plaats in handen van de heren van Calmont d'Olt. In 1315 werd Hughes de Castelnau de Bretenoux heer van Espalion en de plaats bleef in het bezit van zijn nakomelingen tot de Franse Revolutie. Langs de Lot lagen leerlooierijen. Espalion was een ommuurde stad, maar tegen het einde van het ancien régime lagen de muren en poorten van de stad er vervallen bij door gebrek aan onderhoud. In de 19e eeuw werden de stadsmuren geslecht, werd een nieuwe brug over de Lot gebouwd en werd een deel van de bouwvallige gebouwen langs de Lot gesloopt.
Op 22 maart 2015 werd het kanton Espalion, waarvan Espalion de hoofdplaats was, opgeheven. Espalion werd ook de hoofdplaats van het nieuwe kanton kanton Lot et Truyère.

## Geografie
De oppervlakte van Espalion bedraagt 36,6 vierkante kilometer; Op 1 januari 2022 was de bevolkingsdichtheid 125,9 inwoners per km². De Lot stroomt van oost naar west door de gemeente. In de gemeente ligt ook het dorp Flaujac.
De onderstaande kaart toont de ligging van Espalion met de belangrijkste infrastructuur en aangrenzende gemeenten.

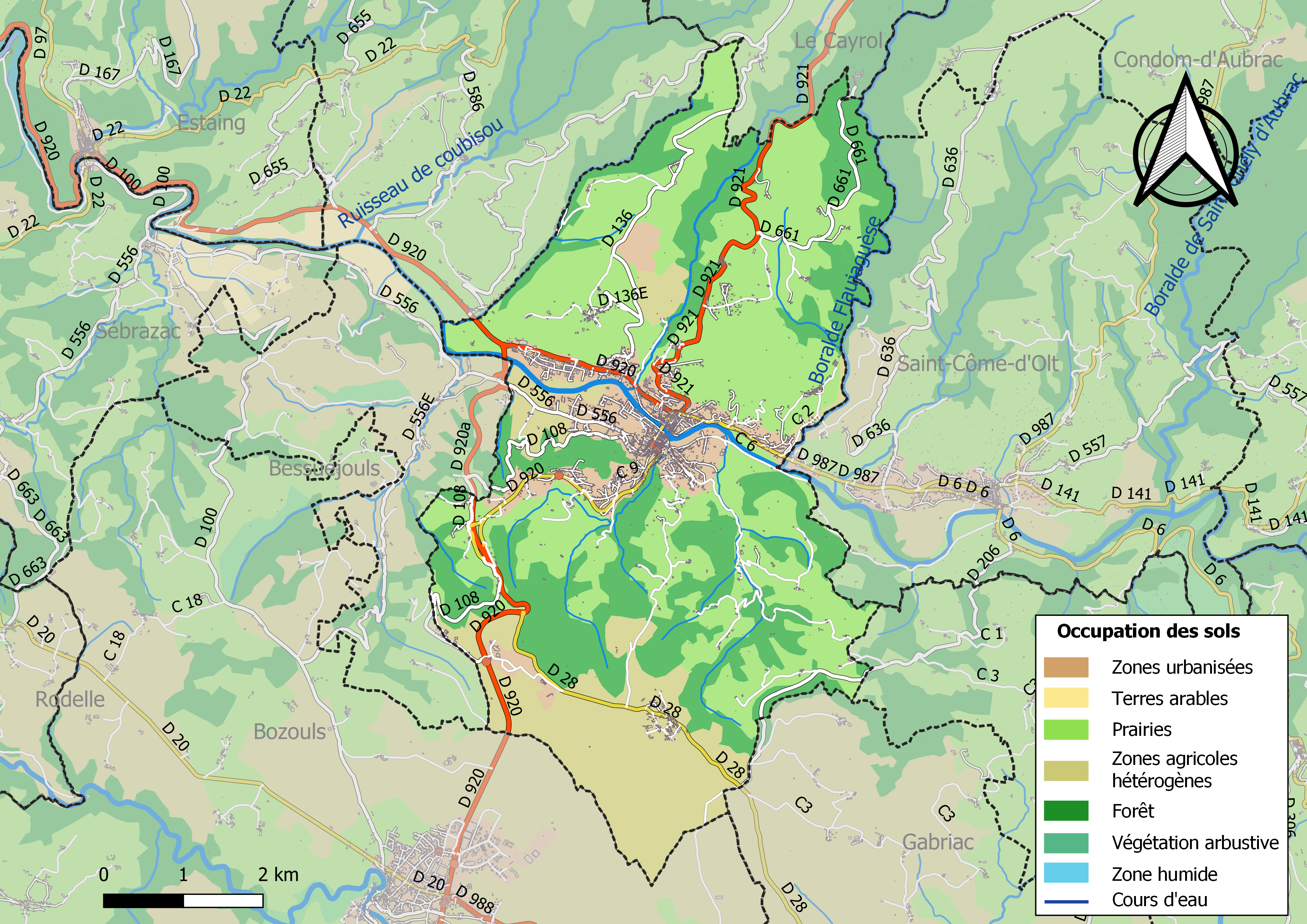

## Demografie
Onderstaande figuur toont het verloop van het inwonertal.
Vanwege een beveiligingsprobleem met de MediaWiki Graph-software is het momenteel niet mogelijk deze grafiek weer te geven. Zodra de software is bijgewerkt zal de grafiek vanzelf weer zichtbaar worden.

## Bezienswaardigheden
- Pont Vieux. De 11e-eeuwse brug over de Lot werd ontdaan van de drie torens en de huizen en winkels die vroeger op de brug stonden.
- Vieux Palais. Deze renaissancewoning werd gebouwd in 1572 en deed na de Franse Revolutie dienst als gerechtsgebouw.
- Voormalige kerk Saint-Jean. Met de bouw werd eind 15e eeuw begonnen. In de 19e eeuw werd de nieuwe kerk Saint-Jean-Baptiste de nieuwe parochiekerk. In 1883 werd de voormalige kerk Saint-Jean in gebruik genomen als gemeentehuis en in 1978 werd de Saint-Jean een museumruimte, waar het Musée des Arts et Traditions populaires en het Musée du scaphandre zijn ondergebracht. Twee pioniers van het duiken, Benoit Rouquayrol en Auguste Denayrouze waren afkomstig uit Espalion.
- Musée du Rouergue. Het volkenkundig museum is gevestigd in een voormalige gevangenis, gebouwd in 1838 en gesloten in 1933.
- Kasteel van Calmont d'Olt. Deze middeleeuwse burcht op een heuvel buiten de stad gaat terug op een 9e-eeuwse burcht. Er zijn reconstructies van middeleeuwse belegeringswerktuigen te bezichtigen.
- Chapelle de Perse. Deze romaanse kapel uit de 11e en 12e eeuw is de voormalige kapel van een benedictijner priorij.[4][5]

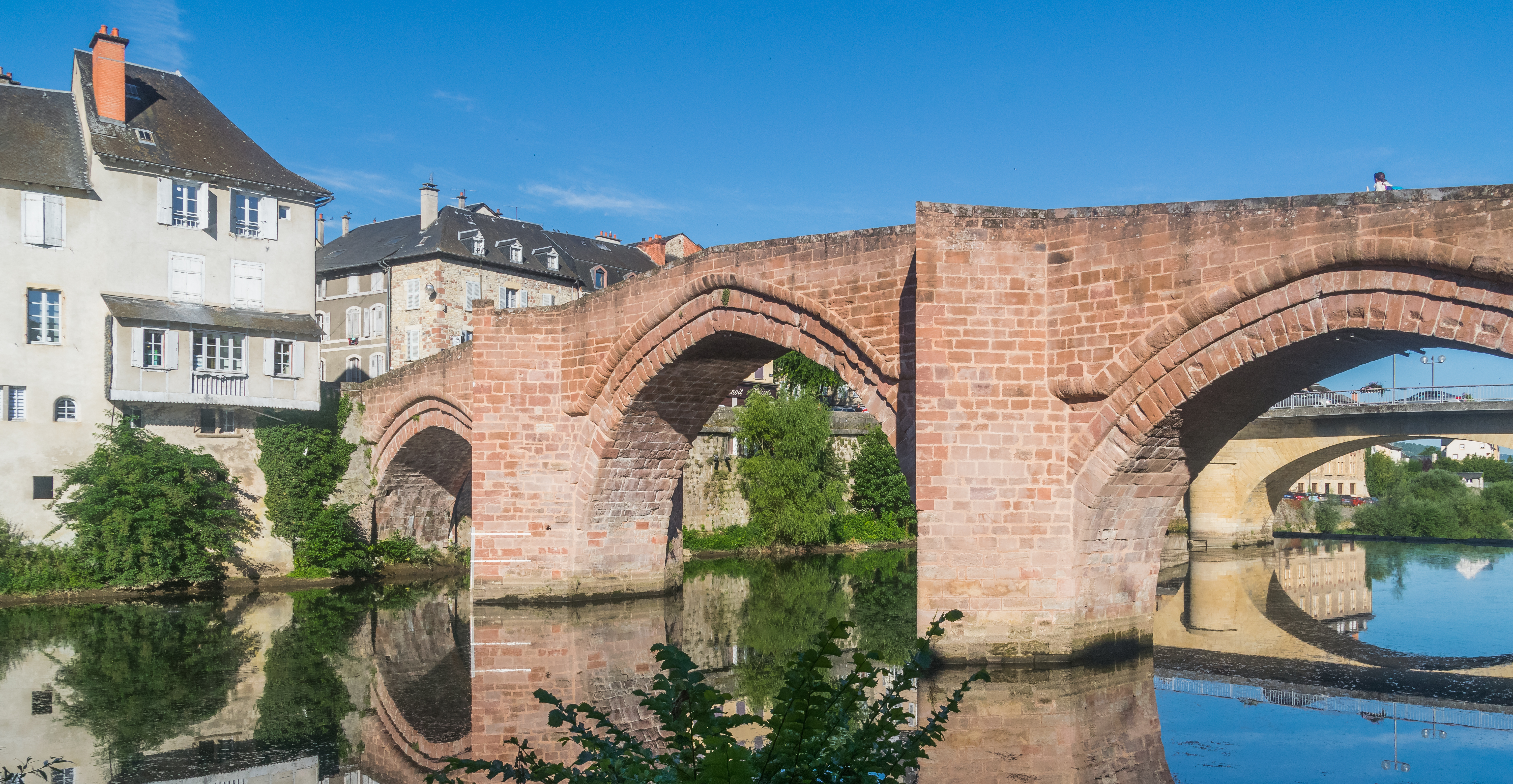
Pont Vieux
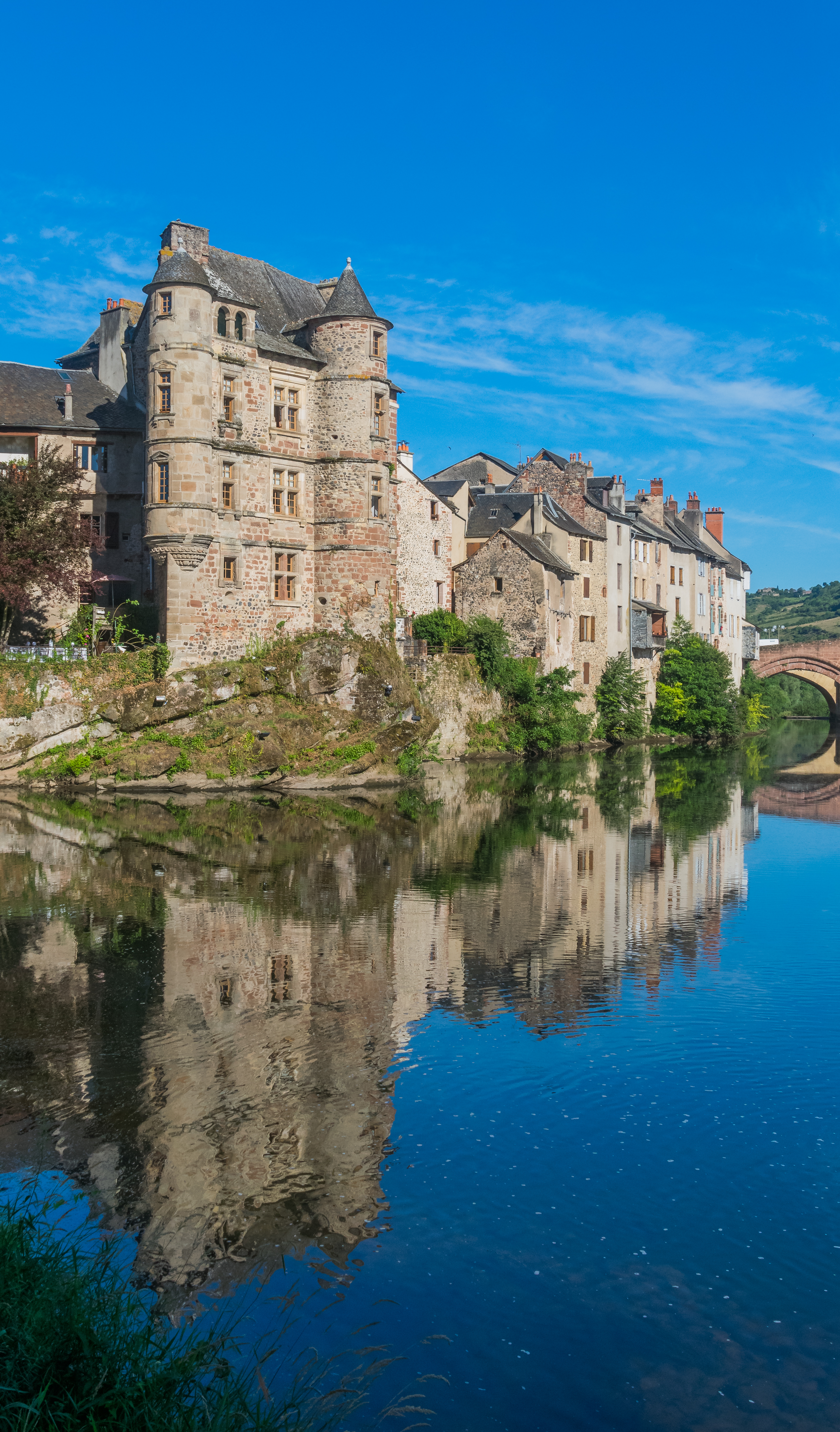
Vieux Palais
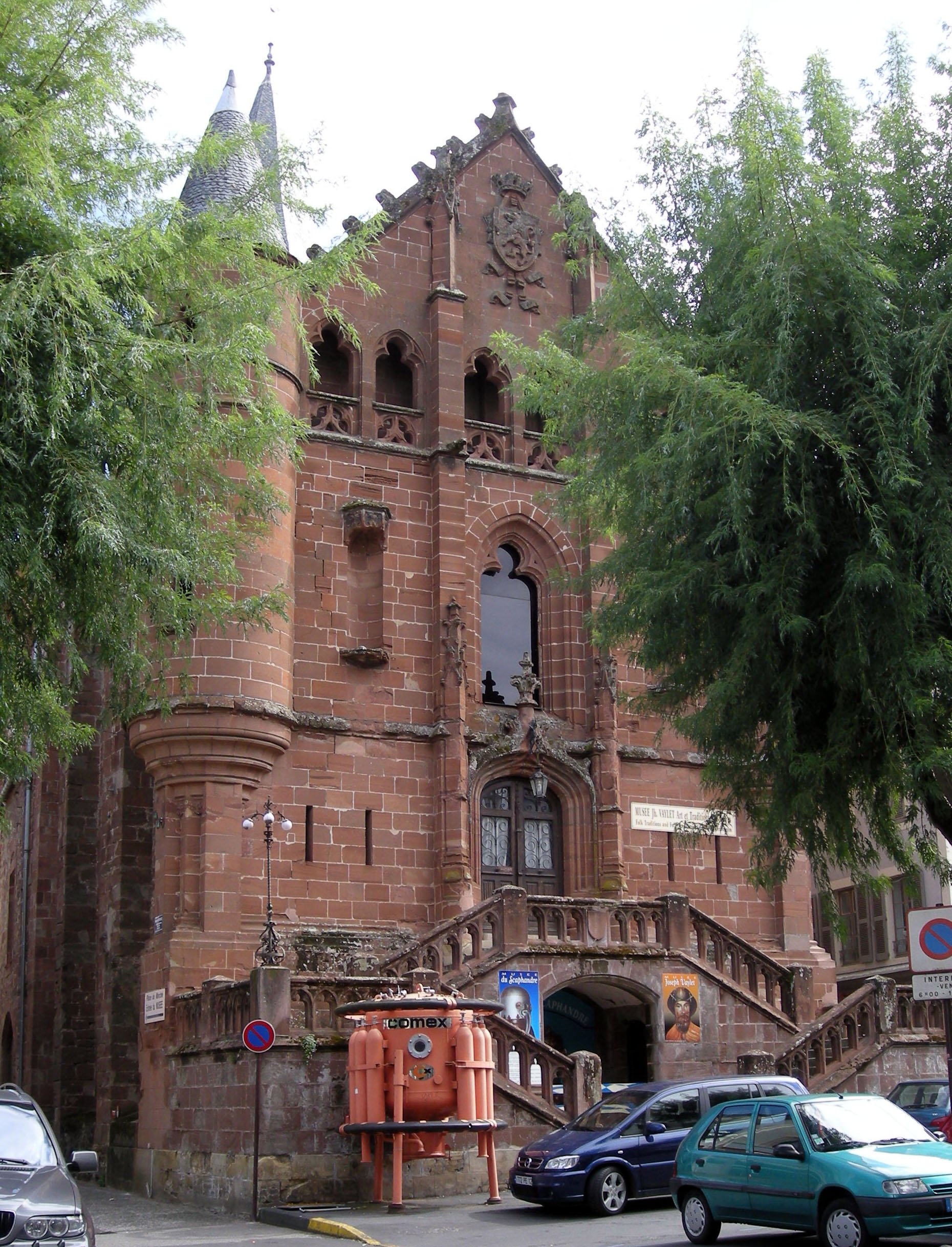
De voormalige kerk Saint-Jean
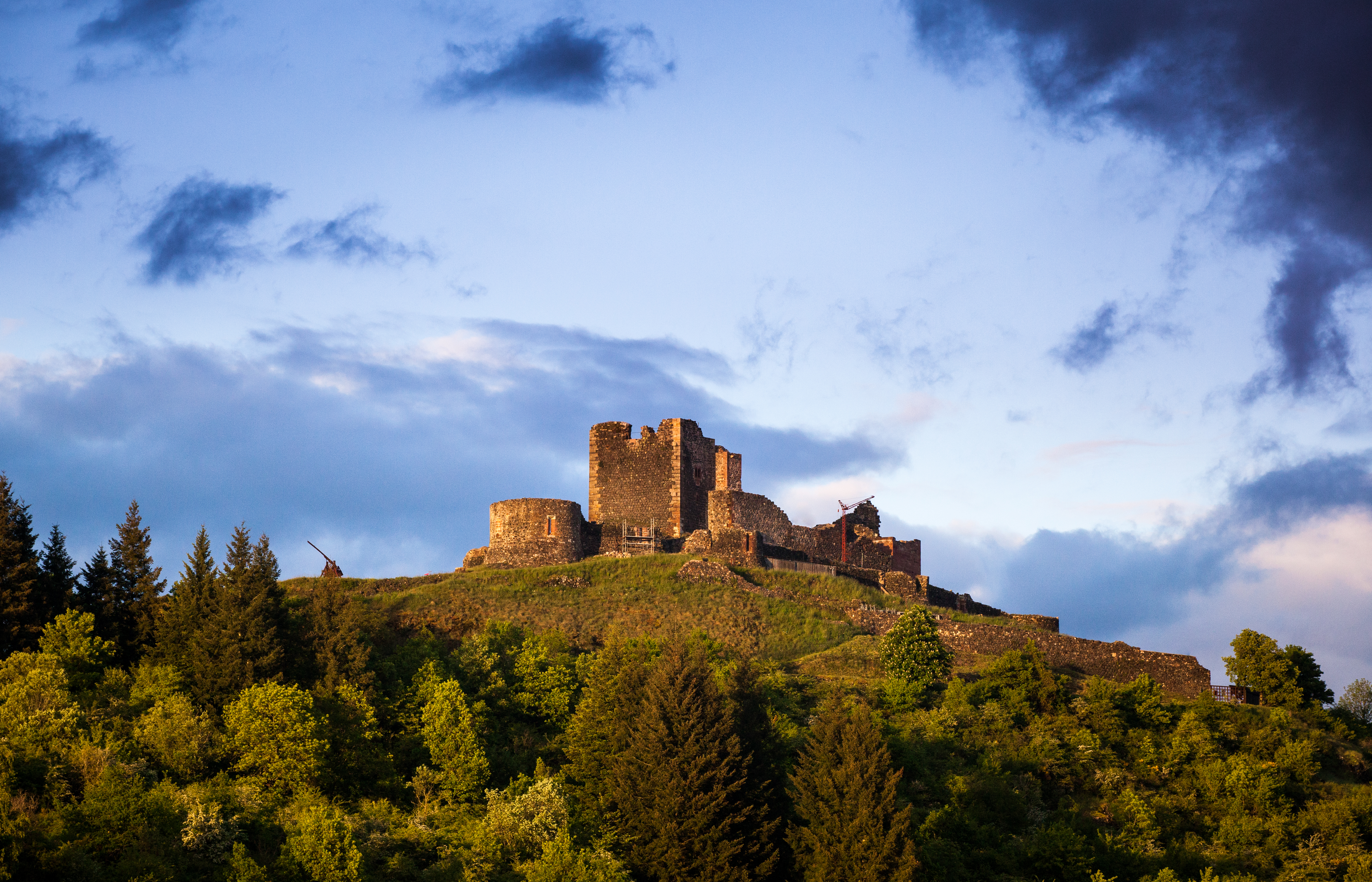
Kasteel van Calmont d'Olt
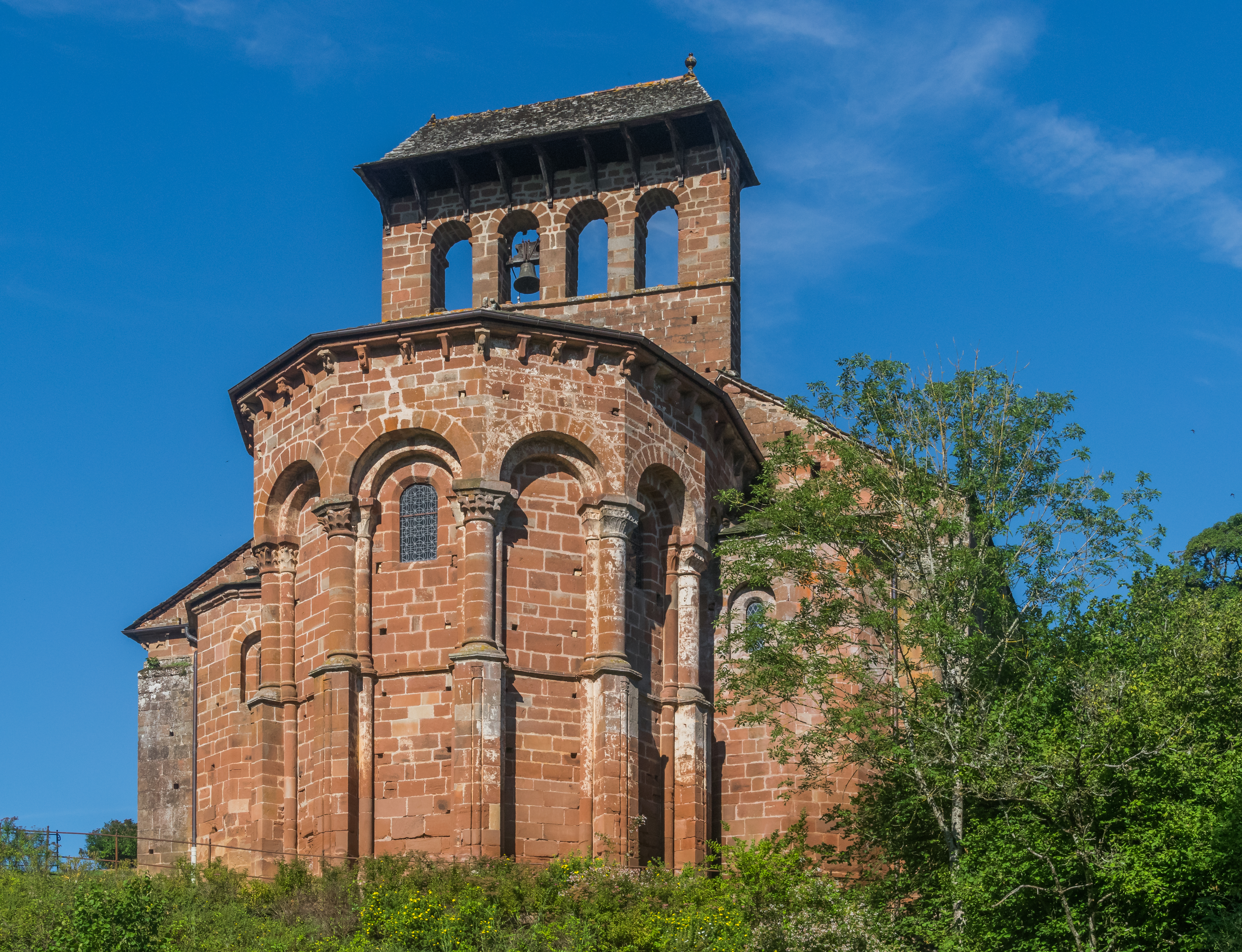
Chapelle de Perse
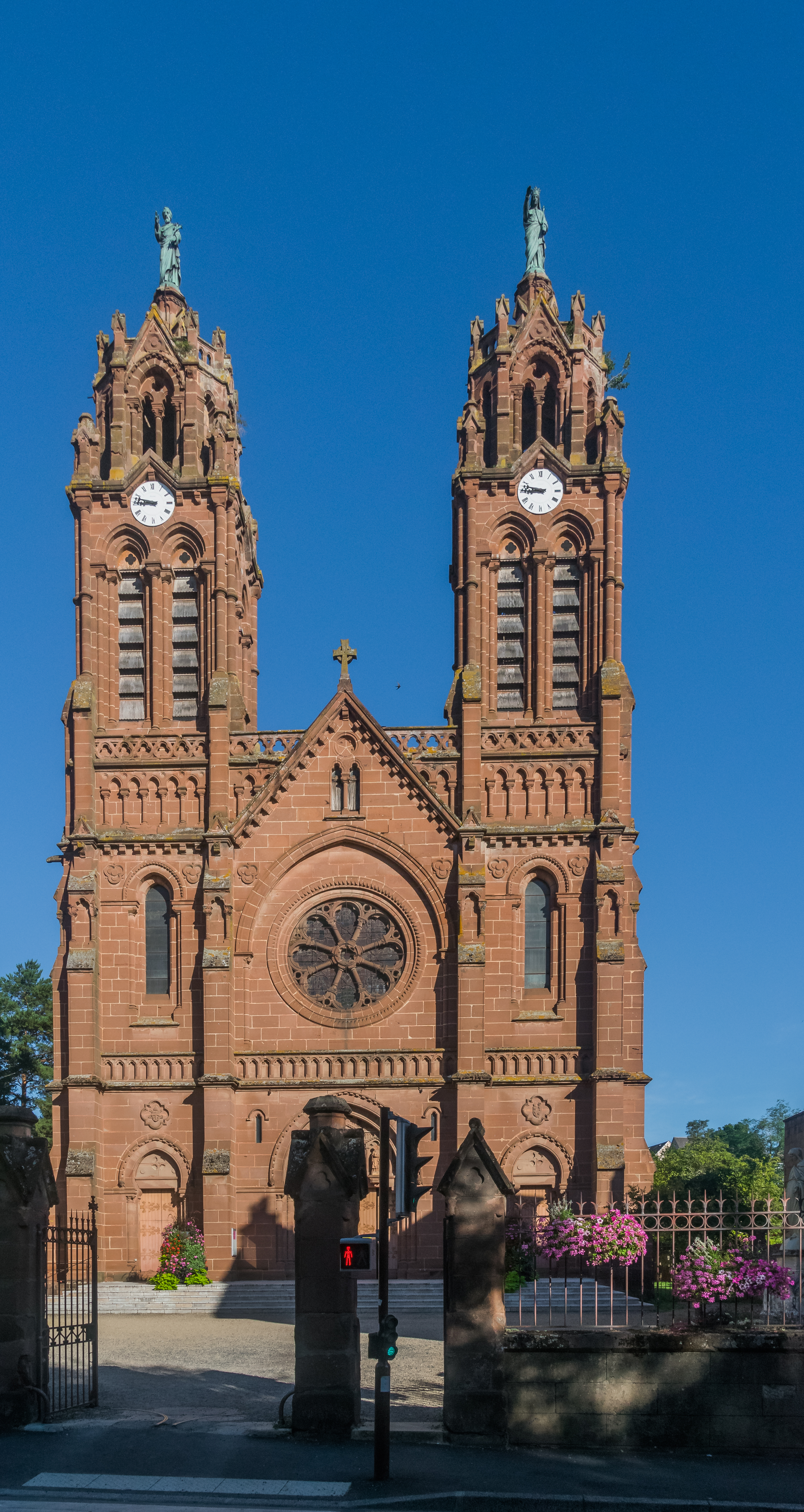
Kerk Saint-Jean-Baptiste
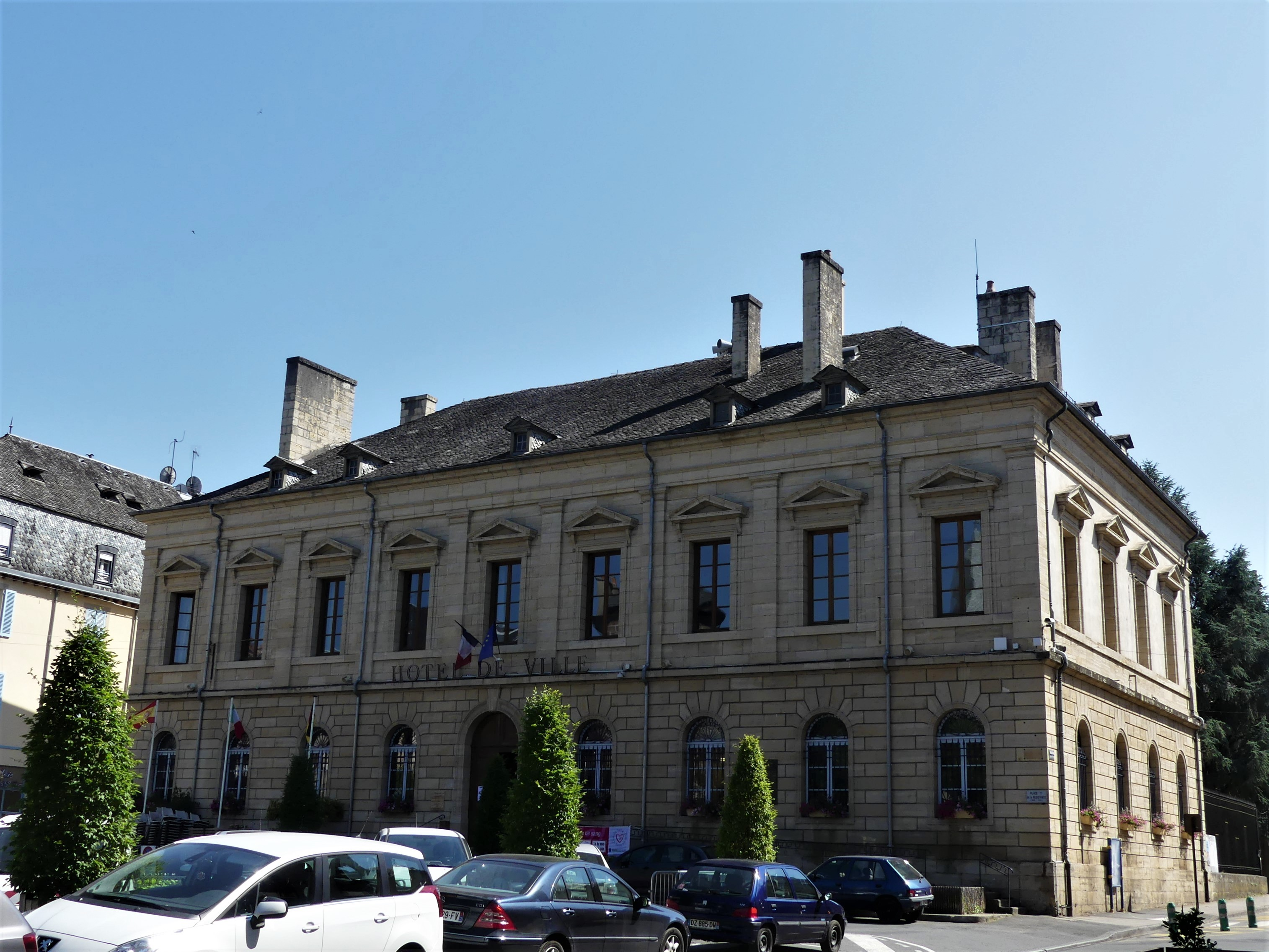
Gemeentehuis

Bessuéjouls · Campuac · Le Cayrol · Coubisou · Entraygues-sur-Truyère · Espalion · Espeyrac · Estaing · Le Fel · Golinhac · Le Nayrac · Saint-Hippolyte · Sébrazac · Villecomtal